# Aeropuerto de Tambov-Donskoye
El Aeropuerto de Tambov-Donskoye (en ruso: Аэропорт Тамбов-Донское; IATA: TBW, ICAO: UUOT), se encuentra 10 km al norte Tambov, en la población de Donskoye, en el óblast de Tambov, Rusia.
El propietario y operador del aeropuerto es la empresa «Aeropuerto Tambov» (del ruso: 'Аэропорт "Тамбов').
El espacio aéreo está controlado desde el FIR de Moscú (ICAO: UUWV).

## Pista
El aeropuerto de Tambov-Donskoye dispone de una pista de hormigón en dirección 15/33 de 2.100 × 42 m (6.890 × 138 pies). El pavimento es del tipo 10/R/C/X/T lo que permite la operación de aeronaves con un peso máximo al despegue de 64 toneladas.
Es adecuado para ser utilizado por los siguientes tipos de aeronaves: Antonov An-12, Antonov An-24, Ilyushin Il-18, Tupolev Tu-134, Yakovlev Yak-40, Embraer EMB 120, ATR 42 y clases menores, así como  todo tipo de helicópteros, dentro de los horarios establecidos.